# لوران کابیلا
لوران دزیره کابیلا (فرانسوی: Laurent-Désiré Kabila‎؛ زاده ۲۷ نوامبر ۱۹۳۹ – درگذشته ۱۸ ژانویهٔ ۲۰۰۱) یک سیاست‌مدار اهل جمهوری دموکراتیک کنگو بود که در ۱۷ مه ۱۹۹۷ تا ۱۸ ژانویه ۲۰۰۱ ریاست‌جمهوری را در این کشور بر عهده داشت. وی ده‌ها سال رهبر شورشیان چپ‌گرای مخالف دولت زئیر بود و در نهایت در سال ۱۹۹۷ با پیروزی در جنگ اول کنگو و سرنگونی موبوتو سسه سکو در این کشور به قدرت رسید و نام آن را به جمهوری دموکراتیک کنگو تغییر داد. وی در سال ۲۰۰۱ توسط یکی از محافظان شخصی خود ترور شد و چند روز بعد پسرش ژوزف کابیلا جانشین او به عنوان رئیس‌جمهور کنگو شد.